# 331

County Armagh (Noord-Ierland)

Het jaar 331 is het 31e jaar in de 4e eeuw volgens de christelijke jaartelling.

## Gebeurtenissen

### Europa
- Volgens de Ierse mythologie zou Emain Macha (County Armagh), een plaats waar de koningen van de Ulaid hun residentie hebben, door oorlogsgeweld zijn verwoest.

## Geboren
- Julianus Apostata, keizer van het Romeinse Rijk (overleden 363)